# Karine Charbonnier-Beck
Karine Charbonnier-Beck, née le 6 octobre 1968, est une cheffe d'entreprise et une femme politique française.

## Biographie
Karine Beck est un des maillons de la quatrième génération de la famille Beck qui, au sortir de la Première Guerre mondiale, fait le pari de l'activité métallurgique, dans un contexte industriel encore ancré dans le tissage ou la brasserie.
Elle dirige la société Visserie Beck-Crespel d'Armentières,.
Le 6 novembre 2014, elle participe à l'interview du président François Hollande lors de l'émission En direct avec les Français, et, en décembre de la même année, à l'émission On refait le monde de Marc-Olivier Fogiel sur RTL,.
Candidate sur les listes de Xavier Bertrand lors de l'élection régionale de 2015 en Nord-Pas-de-Calais-Picardie, elle est élue conseillère régionale puis vice-présidente du conseil régional, déléguée à la formation et aux relations avec les entreprises.

### Vie privée
Karine Beck est mariée à Hugues Charbonnier (diplômé lui-aussi d'HEC Paris), avec qui elle dirige le groupe familial.

## Publication
- Avec Hugues Charbonnier, Patrons, tenez bon !, Albin Michel, Paris, 2016  (ISBN 9-782226-320018)